# Quintal Bot
Quintal Bot (auch Quintal Bo'ot) ist ein Stadtteil der osttimoresischen Landeshauptstadt Dili. Der Name bedeutet großer (tetum bo'ot) Garten oder Hinterhof (portugiesisch Quintal).

## Lage und Einrichtungen

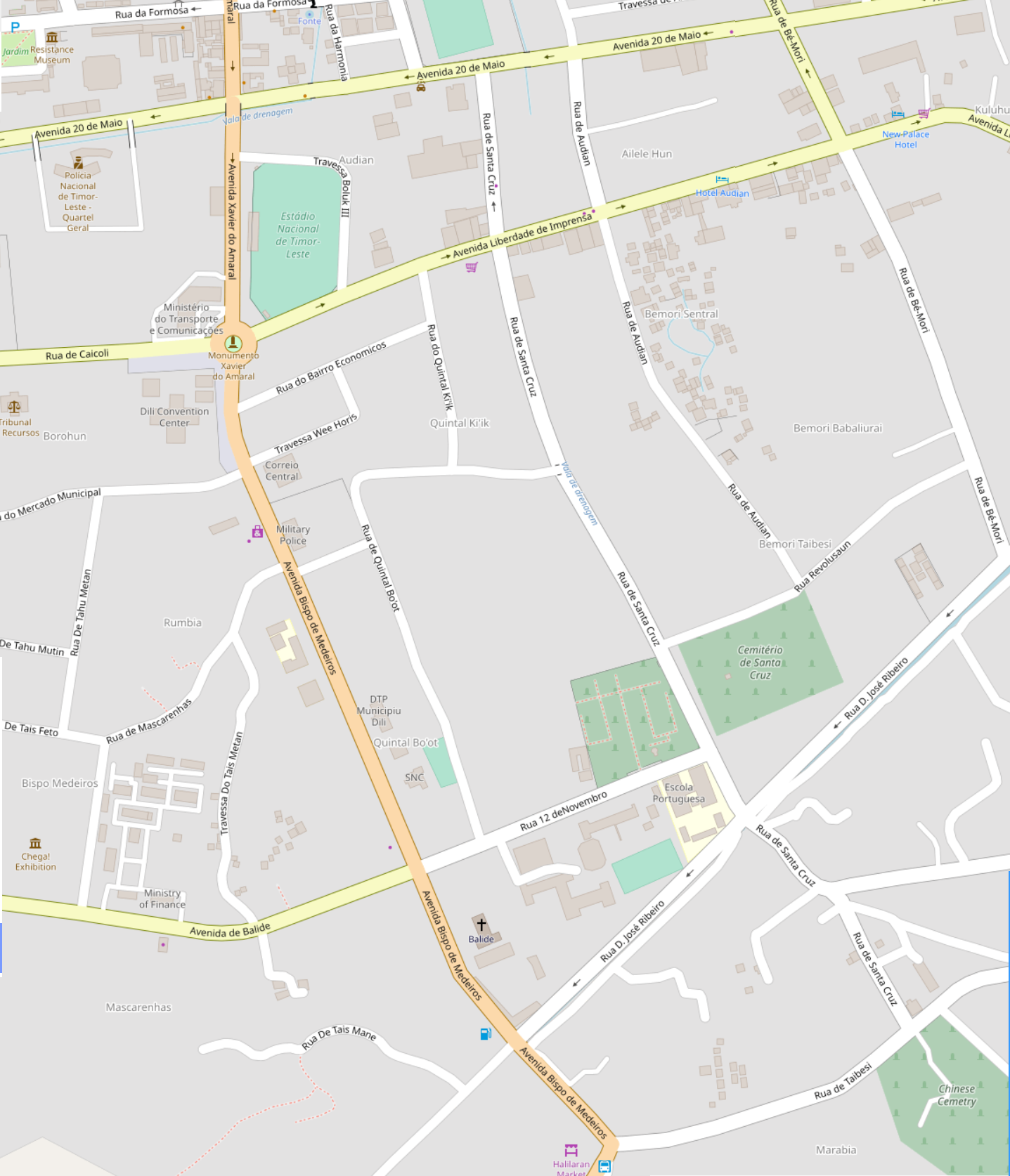
Straßenkarte von Santa Cruz

Quintal Bot befindet sich in der Aldeia 4 de Setembro (Suco Santa Cruz (Verwaltungsamt Nain Feto)).
Quintal Bot liegt im Groben zwischen der Avenida Bispo Medeiros im Westen, der Rua 12 de Novembro im Süden, der Rua de Quintal Bo'ot im Osten und der Travessa Wee Horis im Norden.
Im Norden von Quintal Bot befindet sich die Zentralpost von Dili, unmittelbar daneben der Sitz der Militärpolizei. Im Süden stehen der Sitz der Öffentlichen Verteidiger (Defensoria Pública), das Nationaldirektorat für Land, Eigentum und Katasterwesen (Direção de Terras, Propriedades e Serviços Cadastrais DTPSC) und das Katasteramt (Sistema Nacional de Cadastro SNC).